# Zara Uzun Kjellner
Zara Olivia Uzun Kjellner, född 11 november 1992, är en kurdisk-svensk författare, regissör och kulturskribent i Expressen.

## Författarskap
Zara Kjellner debuterade 2019 med romanen Manhattan som uppmärksammades för sin ambitiösa gestaltning av en ung kvinna i ett starkt erotiserat stadslandskap. Händelserna i hennes andra roman En ny gud äger rum på ett gods i Sörmland, där berättelsens huvudperson Leila måste spilla blod för att inrätta sig i familjens successionsordning. Romanen berömdes av kritiker för sitt obönhörliga driv och sin språkligt finvävda stil. 
DN-journalisten Greta Thurfjell har pekat ut Kjellner som en av sina favoriter bland författarna i den så kallade millenniegenerationen.

## Biografi
I samband med skrivandet av romanen Radio Yerevan 2025, som gestaltar den kurdiska diasporan, lade författaren till familjenamnet Uzun. Zara Uzun Kjellner är brorsdotter till författaren Mehmed Uzun.

## Filmografi
- Female Fantasy, 2015 (regi, tillsammans med Alicia Hansen)
- Unanimal, 2025 (manus)